# Édouard de Bastard de Saint-Denis
Pour les autres membres de la famille, voir Famille de Bastard (Languedoc).
Dominique-Gabriel-Édouard, baron de Bastard de Saint-Denis (28 mars 1797, Lectoure - 3 octobre 1868, château de Saint-Denis-sur-Garonne), est un homme politique français.

## Biographie
Petit-fils de François Dominique, baron de Bastard de Saint-Denis, grand-maître des Eaux et Forêts de Guyenne, Béarn et Navarre, et petit-neveu de François de Bastard de la Fitte, premier président du parlement de Toulouse. Il entra dans la magistrature, nommé, après 1830 conseiller à la Cour royale de Bordeaux.
Tout dévoué au gouvernement de Louis-Philippe, il fut, aux élections générales de 1846, élu dans le 3e collège de la Gironde à Bordeaux, qui l'envoya à la Chambre des députés, où il siégea dans la majorité conservatrice. 
Après la Révolution française de 1848, il quitta la politique; il fut admis à la retraite, comme conseiller à la Cour de Bordeaux, le 16 février 1856.